# ロバート・ラットウ・ディキンソン
ロバート・ラットウ・ディキンソン（英:Robert Latou Dickinson、1861年 - 1950年）は、アメリカの産婦人科医で性科学の研究者。
古い時代にはタブー視されていた性行為に関する研究を行った初期の研究者の一人であり、
性生活や女性のオナニーにいたるまで広範囲にわたる性行為の研究をしていた。
アルフレッド・キンゼイの研究に影響を与えたといわれている。

## 経歴
1861年2月21日にアメリカニュージャージー州ジャージーシティで生まれる。
1882年にロングアイランド医科大学医学部卒業、ニューヨークのブルックリン区で産婦人科を開業する。第一次世界大戦で1917年から1918年まで軍医として軍務に付く。
1890年から1931年までロングアイランド医科大学（現在のニューヨーク州立大学附属ロングアイランド大学病院）の産婦人科教授を務める。
1910年ニューヨーク産婦人科学会会長に就任
1920年婦人科学学会会長に就任
1945年アメリカ医学教育協会賞受賞
1950年11月29日にマサチューセッツ州の自宅でに死亡。

## 著書
著作はコムストック法(w:en:Comstock laws)により1931年までアメリカでの出版と閲覧が禁止されていた。
- Palisades Interstate Park, 1921
- The New York Walk Book, many editions in the 1920s - present. Early editions by Torry, Place and Dickinson.
- The Safe Period as a Birth Control measure, 1927.
- The Birth Control Movement, 1927
- Control of Conception: An Illustrated Medical Manual (Medical Aspects of Human Fertility), 1931
- Human Sex Anatomy,  1932 and 1949 and 1971
- Thousand Marriages: A Medical Study of Sex Adjustment, 1933 and 1970
- The Single Woman: A Medical Study in Sex Education,  by Robert Latou Dickinson and Lura Beam, 1934
- Techniques of Conception Control, 1942 and 1950
- Atlas of Human Sex Anatomy, 1949
  - 金子栄寿・宮川秋共訳『人体性解剖学図説』久保書店 1960（昭和35）
  - 金子栄寿訳『新・人体性解剖学図説』久保書店  1961（昭和36）
  - 松窪耕平訳『図解・人体セックス解剖学』新風社 1962（昭和37）
  - 松窪耕平訳『目でみる人体セックス解剖学』新風社 1963（昭和38）、山本杉が参議院議員＆医学博士の肩書きでオビに推薦文を書いている
  - 金子栄寿訳『完訳・人体性解剖学図説』久保書店 1968（昭和42）
  - 現代性科学研究会編訳『新版・世界性医科学全集 第7巻 人体性解剖学図説』美学館 1981 (昭和56)
- Birth atlas: Of twenty four sculptures on fertilization, steps of growth, stages of labor and involution (Dickinson series of teaching models), 1953, 1960  and 1968